# Liste der Lokomotiven und Triebwagen der Südbahngesellschaft
Diese Liste enthält eine Übersicht über Lokomotiven und Triebwagen der Südbahngesellschaft.

## Dampflokomotiven

### Reihenschema 1861–1864
Nach Gründung der Südbahngesellschaft (SB) 1859 und Übernahme des Lokomotivbestandes der Südlichen Staatsbahn, der Kaiser Franz Joseph-Orientbahn und der Tiroler Staatsbahn war es notwendig, Ordnung in den Bestand der vorhandenen Lokomotiven zu bringen. 1861 wurde daher das erste Reihenschema der SB eingeführt, wobei die SB den Ausdruck Serie statt des heute üblichen Reihe verwendete. In dieses Schema wurden nur Lokomotiven mit zwei oder mehr angetriebenen Achsen aufgenommen. Lokomotiven mit nur einer angetriebenen Achse sowie einige B-Kuppler, die aus nicht gekuppelten Maschinen umgebaut worden waren, und die Semmeringwettbewerbslokomotiven erhielten zwar neue Nummern, aber keine Reihenbezeichnung, da angenommen wurde, dass diese bald ausgemustert werden würden. Generell erfolgte die Nummernvergabe ohne Rücksicht auf die Nummern, die die Südliche Staatsbahn vergeben hatte, von der das Gros der Lokomotiven stammte.
Innerhalb des Reihenschemas erhielten die zweifach gekuppelten Lokomotiven Reihennummern von 1 bis 17, die dreifach gekuppelten Maschinen die Reihennummern 18 bis 28. Dadurch wurden die Engerth-Lokomotiven, von denen es zweifach und dreifach gekuppelte gab, nummernmäßig getrennt. Als Reihe 29 wurden die einzigen beiden vierfach gekuppelten Lokomotiven bezeichnet. Die beiden Maschinen wurden aber schon 1863 an das venetianische Netz abgegeben.
Zusammengefasst brachte das erste Reihenschema der SB zwar eine gewisse Ordnung in den Lokomotivstand, allerdings war es wenig flexibel in Bezug auf zukünftige Aufnahmen neuer Reihen. Daher war es schon 1864 notwendig, ein neues Schema einzuführen.
| Lokomotivreihenschema der Südbahngesellschaft 1861 | Lokomotivreihenschema der Südbahngesellschaft 1861 | Lokomotivreihenschema der Südbahngesellschaft 1861 | Lokomotivreihenschema der Südbahngesellschaft 1861 | Lokomotivreihenschema der Südbahngesellschaft 1861 | Lokomotivreihenschema der Südbahngesellschaft 1861 | Lokomotivreihenschema der Südbahngesellschaft 1861 | Lokomotivreihenschema der Südbahngesellschaft 1861 | Lokomotivreihenschema der Südbahngesellschaft 1861 | Lokomotivreihenschema der Südbahngesellschaft 1861 | Lokomotivreihenschema der Südbahngesellschaft 1861 |
| -------------------------------------------------- | -------------------------------------------------- | -------------------------------------------------- | -------------------------------------------------- | -------------------------------------------------- | -------------------------------------------------- | -------------------------------------------------- | -------------------------------------------------- | -------------------------------------------------- | -------------------------------------------------- | --- |
| SB-Serie                                           | SB-Nr.                                             | Herkunft                                           | Kategorie SStB                                     | erster Name                                        | Anzahl                                             | Hersteller                                         | Achsformel                                         | Baujahre                                           | SB-Serie (1864)                                    | Bemerkungen |
| 1                                                  | 201–209                                            | SStB                                               | III, IV                                            | CITTANOVA                                          | 9                                                  | Wr. Neustadt                                       | B3 n2et                                            | 1856                                               | –                                                  | – |
| 2                                                  | 210–217                                            | SStB                                               | IV                                                 | FRANZDORF                                          | 8                                                  | Esslingen                                          | B3 n2et                                            | 1857–1858                                          | 9                                                  | – |
| 3                                                  | 218–224                                            | SStB                                               | III                                                | NEUHAUS                                            | 7                                                  | Wr. Neustadt                                       | B3 n2et                                            | 1855–1856                                          | –                                                  | – |
| 4                                                  | 225–243                                            | SStB                                               | III                                                | WOCHEIN                                            | 19                                                 | WRB                                                | 2B n2                                              | 1853–1854                                          | 10                                                 | – |
| 5                                                  | 244–246, 250–251                                   | WRB                                                | III                                                | WIESELBURG                                         | 5                                                  | WRB                                                | 2B n2                                              | 1846                                               | 11                                                 | 250–251 1864 in 247–248 umgezeichnet |
| 6                                                  | 247–249                                            | SStB                                               | III                                                | MEIDLING                                           | 3                                                  | WRB                                                | 2B n2                                              | 1856                                               | 12                                                 | |
| 7                                                  | 252–269                                            | TiStB                                              | III                                                | AMRAS                                              | 18                                                 | Wr. Neustadt                                       | 1B1 n2                                             | 1858                                               | 13, 13a, 13b                                       | 268–269 1861 in 1B1 n2t 13b umgebaut |
| 8                                                  | 270–275                                            | SStB                                               | III                                                | RAUHENSTEIN                                        | 6                                                  | WRB                                                | 2B n2                                              | 1857                                               | 14                                                 | |
| 9                                                  | 276–281                                            | WRB                                                | III                                                | STIXENSTEIN                                        | 6                                                  | WRB                                                | 1B n2                                              | 1848–1852                                          | 15                                                 | |
| 10                                                 | 282–286                                            | WRB                                                | III                                                | ESTERHÁZ                                           | 5                                                  | WRB                                                | 1B n2                                              | 1847, 1851                                         | 16                                                 | |
| 11                                                 | 287–290                                            | SStB                                               | III                                                | SCHÖNBRUNN                                         | 4                                                  | WRB                                                | 1B n2                                              | 1854                                               | 8                                                  | |
| 12                                                 | 291                                                | SStB                                               | IV                                                 | GUTENBERG                                          | 1                                                  | Sigl/Wien                                          | 1B n2                                              | 1857                                               | 17                                                 | |
| 13                                                 | 500–504 505–521 528–539                            | KFJOB SB KFJOB                                     |                                                    | FÜRED PRAGERHOF                                    | 5 17 12                                            | Wr. Neustadt StEG Esslingen                        | 1B n2                                              | 1859                                               | 18                                                 | |
| 14                                                 | 540–557                                            | SB                                                 |                                                    |                                                    | 18                                                 | Esslingen                                          | 2B n2                                              | 1860–1861                                          | 19                                                 | |
| 15                                                 | 837–853                                            | SStB                                               | III                                                | PLANINA                                            | 17                                                 | WRB                                                | 2B n2                                              | 1848                                               | –                                                  | |
| 15a                                                | 809–830                                            | SStB                                               | III                                                | CILLI                                              | 22                                                 | WRB                                                | 2B n2                                              | 1846–1850                                          | –                                                  | |
| 16                                                 | 874–885                                            | SStB                                               | III                                                | OZEAN                                              | 12                                                 | Norris/Philadelphia                                | 2B n2                                              | 1846                                               | –                                                  | |
| 17                                                 | 886–895                                            | SStB                                               | III                                                | GLEICHENBERG                                       | 10                                                 | Norris/Philadelphia                                | 2B n2                                              | 1846                                               | –                                                  | |
| 18                                                 | 593–600                                            | TiStB                                              |                                                    | ACHENSEE                                           | 8                                                  | Maffei                                             | C2 n2et                                            | 1856                                               | 25                                                 | |
| 19                                                 | 601–626                                            | SStB                                               | V                                                  | GRÜNSCHACHER                                       | 26                                                 | Cockerill/Seraing Esslingen                        | C2 n2et                                            | 1853–1854                                          | 33                                                 | 1861 bis 1864 Umbau in D n2 |
| 20                                                 | 627–632                                            | SStB                                               | V                                                  | SCHNEEBERG                                         | 6                                                  | Cockerill/Seraing                                  | C2 n2et                                            | 1857                                               | 26                                                 | |
| 21                                                 | 633–658                                            | SStB                                               | V                                                  | CHIAPOVANO                                         | 26                                                 | Wr. Neustadt                                       | C2 n2et                                            | 1856–1857                                          | 27                                                 | |
| 22                                                 | 659–666                                            | SStB                                               | V                                                  | NABRESINA                                          | 8                                                  | Esslingen                                          | C2 n2et                                            | 1857                                               | 28                                                 | 1869 bis 1886 sechs Loks in C n2 umgebaut |
| 23                                                 | 667–699, 712–798                                   | SB                                                 |                                                    |                                                    | 120                                                | StEG, Wr. Neustadt, Esslingen                      | C n2                                               | 1860–1862                                          | 29                                                 | SB 671 (F.Nr. 504/1860) ab 1864 als Serie 29, Nr. 671, heute im Bestand der GKB als dienstälteste Schlepptender-Dampflokomotive der Welt              |
| 24                                                 | 700–707                                            | SB                                                 |                                                    | KULPA                                              | 8                                                  | Esslingen                                          | C n2                                               | 1859                                               | 30                                                 | |
| 25                                                 | 708–711                                            | KFJOB                                              |                                                    |                                                    | 4                                                  | Wr. Neustadt                                       | C n2                                               | 1859                                               | 31                                                 | |
| 26                                                 | 792–796                                            | KFJOB                                              |                                                    | VESZPREM                                           | 5                                                  | Wr. Neustadt                                       | C n2                                               | 1859                                               | 32, 23 II                                          | 1862 in 829–833 umgezeichnet, 1867 in Serie 23 II, 130 II–134 II umgezeichnet                                                                         |
| 27                                                 | 797–800                                            | WRB                                                | IV                                                 | FAHRAFELD                                          | 4                                                  | WRB                                                | C n2                                               | 1846–1847                                          | 23                                                 | 1862 an das venetianische Netz, 1864 zurück an SB als Serie 23                                                                                        |
| 28                                                 | 900–902 II                                         | SStB                                               | IV                                                 | GRÜNBACH                                           | 3                                                  | WRB                                                | C n2et                                             | 1855                                               | 24                                                 | |
| 29                                                 | 902 I–903                                          | SB                                                 |                                                    | L'APENNIN                                          | 2                                                  | Köchlin                                            | D3 n2st                                            | 1861                                               | –                                                  | System Beugniot; 1863 an das venetianische Netz (501–502), von wo sie über die SFAI (1001 I–1002 I) zur RM als 4001–4002 kamen; vor 1905 ausgemustert |

### Lokomotiven ohne Reihenbezeichnung 1861–1864
| Lokomotiven der Südbahngesellschaft 1861–1864 ohne Reihenbezeichnung | Lokomotiven der Südbahngesellschaft 1861–1864 ohne Reihenbezeichnung | Lokomotiven der Südbahngesellschaft 1861–1864 ohne Reihenbezeichnung | Lokomotiven der Südbahngesellschaft 1861–1864 ohne Reihenbezeichnung | Lokomotiven der Südbahngesellschaft 1861–1864 ohne Reihenbezeichnung | Lokomotiven der Südbahngesellschaft 1861–1864 ohne Reihenbezeichnung | Lokomotiven der Südbahngesellschaft 1861–1864 ohne Reihenbezeichnung | Lokomotiven der Südbahngesellschaft 1861–1864 ohne Reihenbezeichnung | Lokomotiven der Südbahngesellschaft 1861–1864 ohne Reihenbezeichnung | Lokomotiven der Südbahngesellschaft 1861–1864 ohne Reihenbezeichnung |
| -------------------------------------------------------------------- | -------------------------------------------------------------------- | -------------------------------------------------------------------- | -------------------------------------------------------------------- | -------------------------------------------------------------------- | -------------------------------------------------------------------- | -------------------------------------------------------------------- | -------------------------------------------------------------------- | -------------------------------------------------------------------- | -------------------------------------------------------------------- |
| SB-Nr.                                                               | Herkunft                                                             | Kategorie SStB                                                       | erster Name                                                          | Anzahl                                                               | Hersteller                                                           | Achsformel                                                           | Baujahre                                                             | Bemerkungen                                                          |                                                                      |
| SB 801–804                                                           | WRB                                                                  | I                                                                    | PRESSBURG                                                            | 4                                                                    | Sharp                                                                | 1A1 n2                                                               | 1840                                                                 | –                                                                    |                                                                      |
| SB 805                                                               | WRB                                                                  | I                                                                    | THALHOF                                                              | 1                                                                    | WRB                                                                  | 1A1 n2                                                               | 1843                                                                 | –                                                                    |                                                                      |
| SB 806                                                               | WRB                                                                  | I                                                                    | BRANDHOF                                                             | 1                                                                    | WRB                                                                  | 2A n2                                                                | 1842                                                                 | –                                                                    |                                                                      |
| SB 807–808                                                           | WRB                                                                  | III                                                                  | ADLITZGRABEN                                                         | 2                                                                    | WRB                                                                  | 2B n2                                                                | 1844                                                                 | –                                                                    |                                                                      |
| SB 831–832                                                           | SStB                                                                 | II                                                                   | WEIXELBURG                                                           | 2                                                                    | WRB                                                                  | 2B n2                                                                | 1845                                                                 | 1854 aus 2A umgebaut                                                 |                                                                      |
| SB 833–834                                                           | SStB                                                                 | II                                                                   | STRASSENGEL                                                          | 2                                                                    | WRB                                                                  | 2A n2                                                                | 1845                                                                 | –                                                                    |                                                                      |
| SB 835                                                               | SStB                                                                 | II                                                                   | LAIBACH                                                              | 1                                                                    | WRB                                                                  | 2A n2                                                                | 1846                                                                 | –                                                                    |                                                                      |
| SB 836 SB 854–857                                                    | SStB                                                                 | II                                                                   | VORDERNBERG                                                          | 5                                                                    | WRB                                                                  | 2A n2                                                                | 1844                                                                 | –                                                                    |                                                                      |
| SB 858                                                               | SStB                                                                 | II                                                                   | LEOBEN                                                               | 1                                                                    | WRB                                                                  | 2B n2                                                                | 1845                                                                 | 1854 aus 2A umgebaut                                                 |                                                                      |
| SB 859–860                                                           | SStB                                                                 | II                                                                   | KINDBERG                                                             | 2                                                                    | WRB                                                                  | 2A n2                                                                | 1845                                                                 | –                                                                    |                                                                      |
| SB 861                                                               | SStB                                                                 | II                                                                   | MARBURG                                                              | 1                                                                    | WRB                                                                  | 2B n2                                                                | 1845                                                                 | 1854 aus 2A umgebaut                                                 |                                                                      |
| SB 862–864                                                           | SStB                                                                 | II                                                                   | MARIAZELL                                                            | 3                                                                    | WRB                                                                  | 2A n2                                                                | 1845                                                                 | –                                                                    |                                                                      |
| SB 865–873                                                           | SStB                                                                 | III                                                                  | ADMONT                                                               | 9                                                                    | WRB                                                                  | 2B n2                                                                | 1845–1846                                                            | –                                                                    |                                                                      |
| SB 896                                                               | SStB                                                                 |                                                                      | NEUSTADT                                                             | 1                                                                    | Wr. Neustadt                                                         | BB n4t                                                               | 1851                                                                 | Semmeringbahnwettbewerbsmaschine                                     |                                                                      |
| SB 897                                                               | SStB                                                                 |                                                                      | BAVARIA                                                              | 1                                                                    | Maffei                                                               | BB Cn2                                                               | 1851                                                                 | Semmeringbahnwettbewerbsmaschine                                     |                                                                      |
| SB 898                                                               | SStB                                                                 |                                                                      | SERAING                                                              | 1                                                                    | Cockerill                                                            | BB n4t                                                               | 1851                                                                 | Semmeringbahnwettbewerbsmaschine                                     |                                                                      |
| SB 899                                                               | SStB                                                                 |                                                                      | VINDOBONA                                                            | 1                                                                    | WRB                                                                  | C2 n2et                                                              | 1851                                                                 | Semmeringbahnwettbewerbsmaschine                                     |                                                                      |

### Reihenschema ab 1864
Als Lokomotiven aus dem lombardisch-venetianischen Netz in die Südbahngesellschaft (SB) aufgenommen wurden, war das Reihenschema von 1861 wegen seiner Inflexibilität dafür nicht mehr geeignet. 1864 trat daher das zweite Reihenschema der SB in Kraft.
Diesmal fanden auch Lokomotiven mit nur einer angetriebenen Achse Aufnahme.
Diese erhielten die Reihennummern 1 bis 3. Zweifach gekuppelte Maschinen bekamen die Reihennummern 4 bis 19, dreifach gekuppelte die Reihennummern 20 bis 32 und vierfach gekuppelte die Reihennummern 33 bis 35 zugewiesen. Die reihennummernmäßige Trennung der Engerth-Lokomotiven wurde dadurch prolongiert.
Die politischen Ereignisse (Gründung des Königreiches Italien und Verlust der lombardischen und venetianischen Strecken) führten dazu, dass mehrere Reihennummern geleert wurden und damit neu besetzt werden konnten. Jedenfalls war auch das neue Schema zu unflexibel, wenn neue Reihen aufgenommen werden sollten. Das führte dazu, dass die SB Buchstaben (z. B. Serie 32d) und Indizes (z. B. Serie 32d1) verwendete, um die neuen Lokomotivreihen zu bezeichnen.
Ab 1898 verwendete die SB das Reihenschema der kkStB, allerdings ohne die schon vorhandenen Reihennummern des eigenen Schemas zu verändern.
| Lokomotivreihenschema der Südbahngesellschaft ab 1864 | Lokomotivreihenschema der Südbahngesellschaft ab 1864 | Lokomotivreihenschema der Südbahngesellschaft ab 1864 | Lokomotivreihenschema der Südbahngesellschaft ab 1864 | Lokomotivreihenschema der Südbahngesellschaft ab 1864 | Lokomotivreihenschema der Südbahngesellschaft ab 1864    | Lokomotivreihenschema der Südbahngesellschaft ab 1864 | Lokomotivreihenschema der Südbahngesellschaft ab 1864 | Lokomotivreihenschema der Südbahngesellschaft ab 1864                                                                                    |
| ----------------------------------------------------- | ----------------------------------------------------- | ----------------------------------------------------- | ----------------------------------------------------- | ----------------------------------------------------- | -------------------------------------------------------- | ----------------------------------------------------- | ----------------------------------------------------- | --- |
| SB-Serie                                              | SB-Nr.                                                | Ursprung Herkunft                                     | Erster Name Nummern                                   | Anzahl                                                | Hersteller                                               | Achsformel                                            | Baujahre                                              | Bemerkungen |
| 1                                                     | 1–15                                                  | LVCI                                                  | 1–50                                                  | 15                                                    | Stephenson                                               | 1A1 n2                                                | 1857                                                  | 1867 an SFAI |
| 1 II                                                  | 2–3                                                   | SB                                                    |                                                       | 2                                                     | StEG                                                     | 1A n2t                                                | 1889                                                  | – |
| 2                                                     | 16–25                                                 | LVCI                                                  | 155–164                                               | 10                                                    | Beyer-Peacock                                            | 1A1 n2                                                | 1857                                                  | 1867 an SFAI, SFAI 81–90, RM 501–510, FS 1021–1024                                                                                       |
| 3                                                     | 26–37                                                 | LVStB                                                 | TEODOLINA                                             | 12                                                    | Maffei                                                   | 1A1 n2                                                | 1852–1853                                             | 1867 an SFAI, SFAI 6–17 |
| 3a                                                    | 11–14                                                 | SB                                                    |                                                       | 4                                                     | Floridsdorf                                              | B n2t                                                 | 1883–1884                                             | – |
| 3b                                                    | 15–17                                                 | SB                                                    |                                                       | 3                                                     | StEG                                                     | B n2t                                                 | 1885                                                  | – |
| 3b1                                                   | 18–20                                                 | SB                                                    |                                                       | 3                                                     | StEG                                                     | B n2t                                                 | 1890–1892                                             | – |
| 3c                                                    | 31–32                                                 | SB                                                    |                                                       | 2                                                     | StEG                                                     | B n2t                                                 | 1888                                                  | – |
| 4                                                     | 51–60                                                 | LVCI                                                  | 51–60                                                 | 10                                                    | Köchlin                                                  | 1B n2                                                 | 1857–1858                                             | 1867 an SFAI, SFAI 431–440, RA 211–220, FS 1197                                                                                          |
| 4 II                                                  | 51–64                                                 | SB                                                    |                                                       | 14                                                    | Floridsdorf                                              | B1 n2t                                                | 1880–1881                                             | – |
| 5                                                     | 61–70                                                 | LVCI                                                  | 79–90                                                 | 10                                                    | Köchlin                                                  | 1B n2                                                 | 1857–1859                                             | Umzeichnung in 161–170 |
| 6                                                     | 71–80                                                 | LVCI                                                  | 91–100                                                | 10                                                    | Parent-Schaken                                           | 1B n2                                                 | 1858                                                  | 1867 an SFAI, SFAI 421–430, RA 201–210                                                                                                   |
| 7                                                     | 81–83                                                 | LVF                                                   | BACCHIGLIONE                                          | 3                                                     | Wr. Neustadt                                             | 1B n2                                                 | 1847                                                  | 1867 an SFAI, SFAI 351–353 |
| 8                                                     | 84–86                                                 | LVStB                                                 | TAGLIAMENTO                                           | 3                                                     | WRB                                                      | 1B n2                                                 | 1854                                                  | 1867 an SFAI, SFAI 206–208 |
| 8                                                     | 287–290                                               | SStB                                                  | SCHÖNBRUNN                                            | 4                                                     | WRB                                                      | 1B n2                                                 | 1854                                                  | – |
| 9                                                     | 87–88                                                 | LVStB                                                 | BERGAMO                                               | 2                                                     | Werkstätte Verona                                        | 1B n2                                                 | 1854                                                  | 1867 an SFAI, SFAI 208–209, RM 2774–2775, FS 1811                                                                                        |
| 9                                                     | 210–217                                               | SStB SB alt 2                                         | FRANZDORF 210–217                                     | 8                                                     | Esslingen                                                | B3 n2et                                               | 1857–1858                                             | – |
| 10                                                    | 225–243                                               | SStB SB alt 4                                         | WOCHEIN 225–243                                       | 18                                                    | WRB                                                      | 2B n2                                                 | 1853–1854                                             | – |
| 11                                                    | 244–246, 250–251                                      | SStB SB alt 5                                         | WIESELBURG 244–246, 250–251                           | 5                                                     | WRB                                                      | 2B n2                                                 | 1846                                                  | 1864 250–251 in 247–248 umgezeichnet |
| 12                                                    | 247–249                                               | SStB SB alt 6                                         | MEIDLING 247–249                                      | 3                                                     | StEG                                                     | 2B n2                                                 | 1856                                                  | 1864 247–248 in 250–251 umgezeichnet |
| 13a                                                   | 252–267                                               | TiStB SB alt 7                                        | AMRAS 252–269                                         | 16                                                    | Wr. Neustadt                                             | 1B1 n2                                                | 1858                                                  | 1882 264 in 1B1 n2t SB 13b umgebaut |
| 13b                                                   | 264, 268–269                                          | TiStB SB alt 7                                        | KLAUSEN 264, 268–269                                  | 3                                                     | Wr. Neustadt                                             | 1B1 n2t                                               | 1858                                                  | 1861 268–269 aus 1B1 n2 SB 13 umgebaut                                                                                                   |
| 14 I                                                  | 270, 273–274                                          | SStB SB alt 8                                         | BADEN 270, 273–274                                    | 3                                                     | StEG                                                     | 2B n2                                                 | 1857                                                  | – |
| 14 II                                                 | 270–275                                               | KFJOB                                                 |                                                       | 6                                                     | Wr. Neustadt                                             | B n2t                                                 | 1858                                                  | 270 in 273 umgezeichnet, 1879 vier Loks in SB 14b umgebaut                                                                               |
| 15                                                    | 276–281                                               | SStB SB alt 9                                         | STIXENSTEIN 276–281                                   | 6                                                     | GMF                                                      | 1B n2                                                 | 1848–1852                                             | – |
| 16                                                    | 282–286                                               | WRB SB alt 10                                         | ESTERHÁZ 282–286                                      | 5                                                     | GMF                                                      | 1B n2                                                 | 1847–1851                                             | – |
| 16a                                                   | 301                                                   | SB                                                    |                                                       | 1                                                     | Wr. Neustadt                                             | 2B n2                                                 | 1873                                                  | 1873: Serie 11, 1875: Serie 20, 1878: Serie 17a, 1884: Serie 16a, Umzeichnung 201                                                        |
| 16b                                                   | 202–209                                               | SB                                                    |                                                       | 8                                                     | Floridsdorf                                              | 2B n2                                                 | 1885, 1888                                            | – |
| 17                                                    | 291                                                   | SStB SB alt 12                                        | GUTENBERG 291                                         | 1                                                     | Sigl/Wien                                                | 1B n2                                                 | 1857                                                  | – |
| 17a                                                   | 302–311                                               | SB                                                    |                                                       | 10                                                    | Floridsdorf                                              | 2B n2                                                 | 1882                                                  | – |
| 17b                                                   | 312–325, 328–332                                      | SB                                                    |                                                       | 19                                                    | Floridsdorf                                              | 2B n2                                                 | 1884, 1890                                            | – |
| 17c                                                   | 326–327, 372–431                                      | SB                                                    |                                                       | 62                                                    | Floridsdorf, Wr. Neustadt, Budapest                      | 2B n2                                                 | 1885, 1891–1901                                       | – |
| 17d                                                   | 351–354                                               | SB                                                    |                                                       | 4                                                     | Floridsdorf                                              | 2B n2                                                 | 1888–1889                                             | – |
| 18                                                    | 467–539                                               | KFJOB SB alt 13 SB                                    | FÜRED 500–504, 528–539 467–499, 505–527               | 73                                                    | Wr. Neustadt, Esslingen, StEG, Wr. Neustadt, Floridsdorf | 1B n2                                                 | 1859, 1869–1873                                       | – |
| 19                                                    | 540–594                                               | SB alt 14 SB                                          | 540–557 558–594                                       | 55                                                    | Esslingen StEG, Wr. Neustadt                             | 2B n2                                                 | 1860–1861 1864–1873                                   | – |
| 20                                                    | 101–110                                               | LVCI                                                  | 131–150                                               | 10                                                    | Schneider/Le Creusot                                     | C n2                                                  | 1858                                                  | an SFAI 738–757, RA 3016–3035, FS 3953–3954                                                                                              |
| 21                                                    | 111–119                                               | LVCI                                                  | 111–119                                               | 9                                                     | Parent-Schaken                                           | C n2                                                  | 1857, 1859                                            | SFAI 718–727, später 782–791, RA 3036–3044, FS 3955                                                                                      |
| 21 II                                                 | 121–124                                               | GKB                                                   | KÖFLACH                                               | 4                                                     | StEG                                                     | C n2                                                  | 1862, 1868, 1871                                      | |
| 22                                                    | 120–129                                               | LVCI                                                  | 161–170                                               | 10                                                    | Cail                                                     | C n2                                                  | 1857                                                  | teilweise an SFAI 709–713, später 773–777, RA 3001–3005                                                                                  |
| 23 I                                                  | 130–133                                               | LVF                                                   | MARCO POLO                                            | 4                                                     | GMF                                                      | C n2                                                  | 1847                                                  | 1867: SFAI 801 I–804 I |
| 23 II                                                 | 130–134                                               |                                                       | 792–796 (829–833)                                     | 5                                                     | Wr. Neustadt                                             | C n2                                                  | 1859                                                  | 1867: vom venetianisch-südtiroler Netz als Reihe 32                                                                                      |
| 24                                                    | 900–902 (590–592)                                     | SStB SB alt 28                                        | CHIESE 900–902                                        | 3                                                     | GMF                                                      | C2 n2et                                               | 1855                                                  | – |
| 24 II                                                 | 141–153                                               | GKB                                                   | WIES                                                  | 13                                                    | StEG                                                     | C n2                                                  | 1872–1873                                             | 1923 an Jugoslawien |
| 25                                                    | 593–600 (601–608)                                     | TiStB SB alt 18                                       | ACHENSEE 593–600                                      | 8                                                     | Maffei                                                   | C2 n2et                                               | 1856                                                  | – |
| 26                                                    | 627–632                                               | SStB SB alt 20                                        | SCHNEEBERG 627–632                                    | 6                                                     | Cockerill                                                | C2 n2et                                               | 1857                                                  | 1866–1875 Umbau in C n2 |
| 27                                                    | 633–658                                               | SStB SB alt 21                                        | CHIAPOVANO 633–658                                    | 26                                                    | Wr. Neustadt                                             | C2 n2et                                               | 1856–1857                                             | 1868–1884 Umbau in C n2 |
| 28                                                    | 659–666                                               | SStB SB alt 22                                        | NABRESINA 659–666                                     | 8                                                     | Esslingen                                                | C2 n2et                                               | 1857                                                  | 1869–1886 teilweise Umbau in C n2 |
| 29                                                    | 667–699, 712–883                                      | SB SB alt 23                                          | 667–699, 712–798                                      | 205                                                   | StEG, Wr. Neustadt, Esslingen                            | C n2                                                  | 1860–1872                                             | SB 671 (F.Nr. 504/1860) ab 1864 als Serie 29, Nr. 671, heute im Bestand der GKB als dienstälteste Schlepptender-Dampflokomotive der Welt |
| 30                                                    | 700–707                                               | SB SB alt 24                                          | KULPA 700–707                                         | 8                                                     | Esslingen                                                | C n2                                                  | 1859                                                  | – |
| 31                                                    | 708–711                                               | KFJOB SB alt 25                                       | VESZPREM 708–711                                      | 4                                                     | Wr. Neustadt                                             | C n2                                                  | 1859                                                  | – |
| 32a                                                   | 1501–1511                                             | WPB                                                   |                                                       | 11                                                    | Floridsdorf                                              | C n2                                                  | 1874                                                  | Eigentum der Wien–Pottendorfer Bahn |
| 32b                                                   | 1601–1610                                             | SB                                                    |                                                       | 10                                                    | Floridsdorf, Wr. Neustadt                                | C n2                                                  | 1878                                                  | – |
| 32c                                                   | 1611–1683                                             | SB                                                    |                                                       | 73                                                    | StEG, Wr. Neustadt, Floridsdorf, Budapest                | C n2                                                  | 1884–1900                                             | – |
| 32d                                                   | 1801–1822                                             | SB                                                    |                                                       | 22                                                    | Floridsdorf, Wr. Neustadt                                | C n2t                                                 | 1884–1906                                             | – |
| 32d1                                                  | 1851–1852                                             | SB                                                    |                                                       | 2                                                     | Krauss/Linz                                              | C n2t                                                 | 1898                                                  | Eigentum der Lokalbahn Bozen–Kaltern |
| 32f                                                   | 1701–1727                                             | SB                                                    |                                                       | 27                                                    | StEG, Wr. Neustadt, Floridsdorf                          | 2C n2                                                 | 1896–1898                                             | – |
| 33                                                    | 601–626 (901–926)                                     | SStB SB alt 19                                        | GRÜNSCHACHER 601–626                                  | 26                                                    | Cockerill, Esslingen                                     | D n2                                                  | 1853–1854                                             | 1861–1864 Umbau aus C2 n2et |
| 34                                                    | 927–936                                               | SB                                                    |                                                       | 10                                                    | StEG                                                     | D n2                                                  | 1867                                                  | – |
| 35a                                                   | 937–991                                               | SB                                                    |                                                       | 55                                                    | Wr. Neustadt, StEG, Floridsdorf                          | D n2                                                  | 1871–1872                                             | – |
| 35b                                                   | 992–1001                                              | SB                                                    |                                                       | 10                                                    | Esslingen                                                | D n2                                                  | 1872–1873                                             | – |
| 35c                                                   | 1002–1011                                             | SB                                                    |                                                       | 10                                                    | Wr. Neustadt                                             | D n2                                                  | 1872                                                  | – |
| 35d                                                   | 2012–2032                                             | SB                                                    |                                                       | 21                                                    | Wr. Neustadt                                             | D n2                                                  | 1883–1897                                             | – |

### SB-Lokomotiven nach kkStB-Schema
Ab 1898 benutzte die Südbahngesellschaft (SB) das Reihenschema der kkStB, um alle neu angeschafften Lokomotivtypen zu bezeichnen. Das galt sowohl dann, wenn die SB Lokomotiven beschaffte, von denen die kkStB schon welche in ihrem Bestand hatte, als auch bei von der SB initiierten Neuentwicklungen. Manchmal übernahm die kkStB solche Lokomotiven auch für ihren Lokomotivpark, wobei sie auch die Reihenbezeichnung nicht veränderte (vgl. z. B. Reihe SB 629).
| SB-Lokomotiven nach KkStB-Schema | SB-Lokomotiven nach KkStB-Schema | SB-Lokomotiven nach KkStB-Schema | SB-Lokomotiven nach KkStB-Schema          | SB-Lokomotiven nach KkStB-Schema | SB-Lokomotiven nach KkStB-Schema | SB-Lokomotiven nach KkStB-Schema       |
| -------------------------------- | -------------------------------- | -------------------------------- | ----------------------------------------- | -------------------------------- | -------------------------------- | -------------------------------------- |
| SB-Serie kkStB-Reihe             | SB-Nr.                           | Anzahl                           | Hersteller                                | Achsformel                       | Baujahre                         | Bemerkungen                            |
| 106                              | 101–122, 125–129                 | 27                               | StEG, Floridsdorf, Budapest               | 2B n2v                           | 1898–1903                        | –                                      |
| 206                              | 130–139, 154–162                 | 19                               | Budapest, Floridsdorf                     | 2B n2v                           | 1904–1908                        | –                                      |
| 306                              | 306.01–02                        | 2                                | Budapest                                  | 2B h2v                           | 1910                             | –                                      |
| 108                              | 211–221                          | 11                               | Wr. Neustadt, StEG                        | 2B1 n4v                          | 1903–1908                        | –                                      |
| 9                                | 1401–1404                        | 4                                | StEG                                      | 2C n2v                           | 1901                             | –                                      |
| 109                              | 109.01–44                        | 44                               | StEG, Wr. Neustadt, Floridsdorf           | 2C h2                            | 1909–1914                        | –                                      |
| 109.1                            | 109.101–113                      | 13                               | Budapest, Floridsdorf                     | 2C h2                            | 1913–1930                        | –                                      |
| 110                              | 1301–1314                        | 14                               | Floridsdorf                               | 1C1 n4v                          | 1905–1909                        | –                                      |
| 229                              | 1201–1211                        | 11                               | Floridsdorf                               | 1C1 n2vt                         | 1903–1907                        | –                                      |
| 429                              | 429.01–06                        | 6                                | Budapest                                  | 1C1 n2v                          | 1911–1912                        | –                                      |
| 629                              | 629.01–15                        | 15                               | StEG, Wr. Neustadt                        | 2C1 h2t                          | 1912–1915                        | –                                      |
| 60                               | 1101–1173                        | 73                               | Floridsdorf, StEG, Budapest, Wr. Neustadt | 1C n2v                           | 1900–1914                        | –                                      |
| 170                              | 3001–3054                        | 54                               | Wr. Neustadt                              | 1D n2v                           | 1898–1908                        | –                                      |
| 570                              | 570.01–02                        | 2                                | StEG                                      | 2D h2                            | 1915                             | –                                      |
| 80                               | 80.31–38                         | 8                                | Wr. Neustadt, StEG                        | E h2                             | 1913–1915                        | –                                      |
| 180                              | 4001–4027                        | 27                               | Floridsdorf, Wr. Neustadt                 | E n2v                            | 1901–1909                        | –                                      |
| 280                              | 5001–5005                        | 5                                | StEG, Floridsdorf                         | 1E t4v                           | 1908–1911                        | –                                      |
| 480                              | 480.01–03                        | 3                                | StEG                                      | E h2                             | 1921                             | weitere drei Stück von BBÖ übernommen  |
| 580                              | 580.01–31                        | 31                               | StEG                                      | 1E h2                            | 1912–1920                        | weitere sechs Stück von BBÖ übernommen |
| DSA 140                          | 140.01–08                        | 8                                | Budapest                                  | 1D h2                            | 1928–1930                        | –                                      |

### Schmalspurlokomotiven
| SB-Schmalspurlokomotiven | SB-Schmalspurlokomotiven | SB-Schmalspurlokomotiven | SB-Schmalspurlokomotiven | SB-Schmalspurlokomotiven | SB-Schmalspurlokomotiven | SB-Schmalspurlokomotiven | SB-Schmalspurlokomotiven                                                                                      |
| ------------------------ | ------------------------ | ------------------------ | ------------------------ | ------------------------ | ------------------------ | ------------------------ | --- |
| SB-Serie                 | SB-Nr.                   | Anzahl                   | Hersteller               | Achsformel               | Spurweite                | Baujahre                 | Bemerkungen                                                                                                   |
| M                        | 1                        | 1                        | Floridsdorf              | B n2t                    | 1000 mm                  | 1884                     | Dampfreserve Lokalbahn Mödling–Hinterbrühl; ab 1887 vermietet, 1896 verkauft an Waldbahn Korenicani/Slawonien |

### Dampftriebwagen
| SB-Dampftriebwagen | SB-Dampftriebwagen | SB-Dampftriebwagen | SB-Dampftriebwagen   | SB-Dampftriebwagen | SB-Dampftriebwagen | SB-Dampftriebwagen | SB-Dampftriebwagen             |
| ------------------ | ------------------ | ------------------ | -------------------- | ------------------ | ------------------ | ------------------ | ------------------------------ |
| SB-Serie           | SB-Nr.             | Anzahl             | Hersteller           | Achsformel         | Spurweite          | Baujahre           | Bemerkungen                    |
|                    | 13.001–002         | 2                  | Ganz & Co., Budapest | A1 n2t             | 1435 mm            | 1904–1905          | 1910–1919 Umbau in Waggons BCi |

### Tender
Die Südbahngesellschaft verfügte über folgende Tenderreihen:
| - 1 - 2 - 3 - 4 - 6 | - 7 - 8 - 9 - 10 - 11 | - 12 - 13 - 14 - 16 - 17 | - 17a - 56 - 56a - 56b - 87 |

Dazu kamen noch Tender der Wien–Pottendorfer Bahn als Reihe 9 und Tender der Graz-Köflacher Bahn:
| - 5 | - 15 |  |  |

## Elektrolokomotiven

### Elektrolokomotiven derLokalbahn Peggau–Übelbach(Normalspur)
| Elektrolokomotiven der Lokalbahn Peggau-Übelbach | Elektrolokomotiven der Lokalbahn Peggau-Übelbach | Elektrolokomotiven der Lokalbahn Peggau-Übelbach | Elektrolokomotiven der Lokalbahn Peggau-Übelbach | Elektrolokomotiven der Lokalbahn Peggau-Übelbach | Elektrolokomotiven der Lokalbahn Peggau-Übelbach | Elektrolokomotiven der Lokalbahn Peggau-Übelbach |
| ------------------------------------------------ | ------------------------------------------------ | ------------------------------------------------ | ------------------------------------------------ | ------------------------------------------------ | ------------------------------------------------ | ------------------------------------------------ |
| SB-Serie                                         | Ursprung Herkunft                                | Anzahl                                           | Hersteller                                       | Achsformel                                       | Baujahre                                         | Verbleib/Bemerkungen                             |
|                                                  | Lokalbahn Peggau–Übelbach                        | 1                                                | ELIN/BBC                                         | Bo'Bo'                                           | 1919                                             | StLB Te 1                                        |

### Elektrolokomotiven derLokalbahn Mixnitz–St. Erhard(Schmalspur 760 mm)
| Elektrolokomotiven der Lokalbahn Mixnitz–St. Erhard | Elektrolokomotiven der Lokalbahn Mixnitz–St. Erhard | Elektrolokomotiven der Lokalbahn Mixnitz–St. Erhard | Elektrolokomotiven der Lokalbahn Mixnitz–St. Erhard | Elektrolokomotiven der Lokalbahn Mixnitz–St. Erhard | Elektrolokomotiven der Lokalbahn Mixnitz–St. Erhard | Elektrolokomotiven der Lokalbahn Mixnitz–St. Erhard |
| --------------------------------------------------- | --------------------------------------------------- | --------------------------------------------------- | --------------------------------------------------- | --------------------------------------------------- | --------------------------------------------------- | --------------------------------------------------- |
| SB-Serie                                            | Ursprung Herkunft                                   | Anzahl                                              | Hersteller                                          | Achsformel                                          | Baujahre                                            | Verbleib/Bemerkungen                                |
| MStE E 1–2                                          | MStE                                                | 2                                                   | AEG                                                 | Bo                                                  | 1913                                                |                                                     |

## Elektrotriebwagen

### Elektrotriebwagen derLokalbahn Mödling–Hinterbrühl(Schmalspur 1000 mm)
| Elektrotriebwagen der Lokalbahn Mödling–Hinterbrühl | Elektrotriebwagen der Lokalbahn Mödling–Hinterbrühl | Elektrotriebwagen der Lokalbahn Mödling–Hinterbrühl | Elektrotriebwagen der Lokalbahn Mödling–Hinterbrühl | Elektrotriebwagen der Lokalbahn Mödling–Hinterbrühl | Elektrotriebwagen der Lokalbahn Mödling–Hinterbrühl | Elektrotriebwagen der Lokalbahn Mödling–Hinterbrühl |
| --------------------------------------------------- | --------------------------------------------------- | --------------------------------------------------- | --------------------------------------------------- | --------------------------------------------------- | --------------------------------------------------- | --------------------------------------------------- |
| SB-Serie                                            | Ursprung Herkunft                                   | Anzahl                                              | Hersteller                                          | Achsformel                                          | Baujahre                                            | Verbleib/Bemerkungen                                |
| Tw 1–15                                             | SB                                                  | 15                                                  | Herbrand, C. Milde, Werkstätte der SB               | B                                                   | 1883                                                | 1903 Umbau in Beiwagen                              |
| Tw 20–29                                            | SB                                                  | 10                                                  | Graz                                                | Bo                                                  | 1903                                                |                                                     |

## Lokomotiven der im Betrieb der Südbahngesellschaft stehenden Eisenbahnen

### Lokomotiven derWien–Pottendorfer Bahn(WPB)
| Lokomotiven der WPB | Lokomotiven der WPB | Lokomotiven der WPB | Lokomotiven der WPB | Lokomotiven der WPB | Lokomotiven der WPB | Lokomotiven der WPB | Lokomotiven der WPB | Lokomotiven der WPB                                                                        |
| ------------------- | ------------------- | ------------------- | ------------------- | ------------------- | ------------------- | ------------------- | ------------------- | ------------------------------------------------------------------------------------------ |
| SB-Serie            | Nr.                 | Ursprung Herkunft   | Erster Name Nummern | Anzahl              | Hersteller          | Achsformel          | Baujahre            | Verbleib/Bemerkungen                                                                       |
|                     | 1–11                | WPB                 |                     | 11                  | Floridsdorf         | C n2                | 1873–1874           | an preußische Ostbahn (682–692) verkauft, da Loks vor Fertigstellung der Strecke geliefert |
| 32a                 | 1501–1511           | WPB                 |                     | 11                  | Floridsdorf         | C n2                | 1874                | BBÖ 52.5                                                                                   |

### Lokomotiven derGraz-Köflacher Bahn und Busbetrieb(GKB)
| Lokomotiven der GKB | Lokomotiven der GKB | Lokomotiven der GKB | Lokomotiven der GKB | Lokomotiven der GKB | Lokomotiven der GKB | Lokomotiven der GKB | Lokomotiven der GKB | Lokomotiven der GKB |
| ------------------- | ------------------- | ------------------- | ------------------- | ------------------- | ------------------- | ------------------- | ------------------- | --- |
| SB-Serie            | SB-Nr.              | Ursprung Herkunft   | Erster Name Nummern | Anzahl              | Hersteller          | Achsformel          | Baujahre            | Verbleib/Bemerkungen |
| 4 II                | 51, 58              | SB                  |                     | 2                   | Floridsdorf         | B1 n2t              | 1880                | |
| 14a                 | 270–271             | GKB                 | LANKOWITZ           | 2                   | Sigl/Wien           | B n2t               | 1870                | BBÖ 14 |
| 21 II               | 121–124             | GKB                 | KÖFLACH             | 4                   | StEG                | C n2                | 1862–1871           | |
| 24 II               | 141–153             | GKB                 | WIES                | 13                  | StEG                | C n2                | 1872–1873           | |
| 29                  | 779–781             | SB                  |                     | 3                   | StEG                | C n2                | 1862                | SB 671 (F.Nr. 504/1860) ab 1864 als Serie 29, Nr. 671, heute noch im Bestand der GKB als dienstälteste Schlepptender-Dampflokomotive der Welt |

### Lokomotiven derBarcs–Pakráczer Eisenbahn/Barcs–Pakráczi H. É. Vasút(PV)
| Lokomotiven der PV | Lokomotiven der PV | Lokomotiven der PV | Lokomotiven der PV  | Lokomotiven der PV | Lokomotiven der PV | Lokomotiven der PV | Lokomotiven der PV | Lokomotiven der PV   |
| ------------------ | ------------------ | ------------------ | ------------------- | ------------------ | ------------------ | ------------------ | ------------------ | -------------------- |
| SB-Serie           | SB-Nr.             | Ursprung Herkunft  | Erster Name Nummern | Anzahl             | Hersteller         | Achsformel         | Baujahre           | Verbleib/Bemerkungen |
| 32d                |                    | SB                 | 1–11                | 11                 | Floridsdorf        | C n2t              | 1885               | –                    |

### Lokomotiven derLokalbahn Bozen–Kaltern
| Lokomotiven der Lokalbahn Bozen–Kaltern | Lokomotiven der Lokalbahn Bozen–Kaltern | Lokomotiven der Lokalbahn Bozen–Kaltern | Lokomotiven der Lokalbahn Bozen–Kaltern | Lokomotiven der Lokalbahn Bozen–Kaltern | Lokomotiven der Lokalbahn Bozen–Kaltern | Lokomotiven der Lokalbahn Bozen–Kaltern | Lokomotiven der Lokalbahn Bozen–Kaltern | Lokomotiven der Lokalbahn Bozen–Kaltern |
| --------------------------------------- | --------------------------------------- | --------------------------------------- | --------------------------------------- | --------------------------------------- | --------------------------------------- | --------------------------------------- | --------------------------------------- | --------------------------------------- |
| SB-Serie                                | SB-Nr.                                  | Ursprung Herkunft                       | Erster Name Nummern                     | Anzahl                                  | Hersteller                              | Achsformel                              | Baujahre                                | Verbleib/Bemerkungen                    |
| 32d1                                    | 1851–1852                               | Lokalbahn Bozen–Kaltern                 |                                         | 2                                       | Krauss/Linz                             | C n2t                                   | 1898                                    | 1912 von SB gekauft                     |

### Lokomotiven derRohitscher Lokalbahn(RL)
| Lokomotiven der Rohitscher Lokalbahn | Lokomotiven der Rohitscher Lokalbahn | Lokomotiven der Rohitscher Lokalbahn | Lokomotiven der Rohitscher Lokalbahn | Lokomotiven der Rohitscher Lokalbahn | Lokomotiven der Rohitscher Lokalbahn | Lokomotiven der Rohitscher Lokalbahn | Lokomotiven der Rohitscher Lokalbahn | Lokomotiven der Rohitscher Lokalbahn      |
| ------------------------------------ | ------------------------------------ | ------------------------------------ | ------------------------------------ | ------------------------------------ | ------------------------------------ | ------------------------------------ | ------------------------------------ | ----------------------------------------- |
| SB-Serie                             | SB-Nr.                               | Ursprung Herkunft                    | Erster Name Nummern                  | Anzahl                               | Hersteller                           | Achsformel                           | Baujahre                             | Verbleib/Bemerkungen                      |
| 32d                                  |                                      | SB                                   | 1–2                                  | 2                                    | Wr. Neustadt                         | C n2t                                | 1903                                 | JDŽ 151-001–002, MÁV 361.1001, DR 98 7041 |

### Lokomotiven derSulmtalbahn
| Lokomotiven der Sulmtalbahn | Lokomotiven der Sulmtalbahn | Lokomotiven der Sulmtalbahn | Lokomotiven der Sulmtalbahn | Lokomotiven der Sulmtalbahn | Lokomotiven der Sulmtalbahn | Lokomotiven der Sulmtalbahn | Lokomotiven der Sulmtalbahn | Lokomotiven der Sulmtalbahn                             |
| --------------------------- | --------------------------- | --------------------------- | --------------------------- | --------------------------- | --------------------------- | --------------------------- | --------------------------- | ------------------------------------------------------- |
| SB-Serie                    | SB-Nr.                      | Ursprung Herkunft           | Erster Name Nummern         | Anzahl                      | Hersteller                  | Achsformel                  | Baujahre                    | Verbleib/Bemerkungen                                    |
| 32d                         |                             | SB                          | WIES 1–2                    | 2                           | Wr. Neustadt                | C n2t                       | 1907                        | BBÖ 394.07–08, 1956/57 Verkauf an ÖAM Zeltweg 290.01–02 |

### Lokomotiven der LokalbahnLaibach–Oberlaibach
| Lokomotiven der Lokalbahn Laibach–Oberlaibach | Lokomotiven der Lokalbahn Laibach–Oberlaibach | Lokomotiven der Lokalbahn Laibach–Oberlaibach | Lokomotiven der Lokalbahn Laibach–Oberlaibach | Lokomotiven der Lokalbahn Laibach–Oberlaibach | Lokomotiven der Lokalbahn Laibach–Oberlaibach | Lokomotiven der Lokalbahn Laibach–Oberlaibach | Lokomotiven der Lokalbahn Laibach–Oberlaibach | Lokomotiven der Lokalbahn Laibach–Oberlaibach |
| --------------------------------------------- | --------------------------------------------- | --------------------------------------------- | --------------------------------------------- | --------------------------------------------- | --------------------------------------------- | --------------------------------------------- | --------------------------------------------- | --------------------------------------------- |
| SB-Serie                                      | SB-Nr.                                        | Ursprung Herkunft                             | Erster Name Nummern                           | Anzahl                                        | Hersteller                                    | Achsformel                                    | Baujahre                                      | Verbleib/Bemerkungen                          |
| 4 II                                          |                                               | SB                                            |                                               | ?                                             | Floridsdorf                                   | B1 n2t                                        | 1880                                          |                                               |
| 185                                           |                                               | kkStB                                         | 1–2                                           | 2                                             | Krauss/Linz                                   | B n2t                                         | 1905                                          | Jugoslawien                                   |

### Lokomotiven derLokalbahn Szombathely–Kőszeg(KSz)
| Lokomotiven der Lokalbahn Köszeg–Szombathely | Lokomotiven der Lokalbahn Köszeg–Szombathely | Lokomotiven der Lokalbahn Köszeg–Szombathely | Lokomotiven der Lokalbahn Köszeg–Szombathely | Lokomotiven der Lokalbahn Köszeg–Szombathely | Lokomotiven der Lokalbahn Köszeg–Szombathely | Lokomotiven der Lokalbahn Köszeg–Szombathely | Lokomotiven der Lokalbahn Köszeg–Szombathely | Lokomotiven der Lokalbahn Köszeg–Szombathely |
| -------------------------------------------- | -------------------------------------------- | -------------------------------------------- | -------------------------------------------- | -------------------------------------------- | -------------------------------------------- | -------------------------------------------- | -------------------------------------------- | -------------------------------------------- |
| SB-Serie                                     | SB-Nr.                                       | Ursprung Herkunft                            | Erster Name Nummern                          | Anzahl                                       | Hersteller                                   | Achsformel                                   | Baujahre                                     | Verbleib/Bemerkungen                         |
| 101                                          |                                              | KSz                                          | KŐSZEG 1–2                                   | 2                                            | Maschinenfabrik Christian Hagans             | B n2t                                        | 1883                                         | 1911 MÁV 282.001–002, 1916/17 verkauft       |

### Lokomotiven der k.k.Istrianer Staatsbahn
| Lokomotiven der k.k. Istrianer Staatsbahn | Lokomotiven der k.k. Istrianer Staatsbahn | Lokomotiven der k.k. Istrianer Staatsbahn | Lokomotiven der k.k. Istrianer Staatsbahn | Lokomotiven der k.k. Istrianer Staatsbahn | Lokomotiven der k.k. Istrianer Staatsbahn | Lokomotiven der k.k. Istrianer Staatsbahn | Lokomotiven der k.k. Istrianer Staatsbahn | Lokomotiven der k.k. Istrianer Staatsbahn |
| ----------------------------------------- | ----------------------------------------- | ----------------------------------------- | ----------------------------------------- | ----------------------------------------- | ----------------------------------------- | ----------------------------------------- | ----------------------------------------- | ----------------------------------------- |
| SB-Serie                                  | SB-Nr.                                    | Ursprung Herkunft                         | Erster Name Nummern                       | Anzahl                                    | Hersteller                                | Achsformel                                | Baujahre                                  | Verbleib/Bemerkungen                      |
|                                           |                                           | Istrianer Staatsbahn                      | CANFANARO 101–110                         | 10                                        | Floridsdorf, Mödling                      | C n2                                      | 1875–1876                                 | 1883 kkStB 52, BBÖ 52                     |

### Lokomotiven der k.k.Staatsbahn Unter Drauburg–Wolfsberg
| Lokomotiven der k.k. Staatsbahn Unter Drauburg–Wolfsberg | Lokomotiven der k.k. Staatsbahn Unter Drauburg–Wolfsberg | Lokomotiven der k.k. Staatsbahn Unter Drauburg–Wolfsberg | Lokomotiven der k.k. Staatsbahn Unter Drauburg–Wolfsberg | Lokomotiven der k.k. Staatsbahn Unter Drauburg–Wolfsberg | Lokomotiven der k.k. Staatsbahn Unter Drauburg–Wolfsberg | Lokomotiven der k.k. Staatsbahn Unter Drauburg–Wolfsberg | Lokomotiven der k.k. Staatsbahn Unter Drauburg–Wolfsberg | Lokomotiven der k.k. Staatsbahn Unter Drauburg–Wolfsberg |
| -------------------------------------------------------- | -------------------------------------------------------- | -------------------------------------------------------- | -------------------------------------------------------- | -------------------------------------------------------- | -------------------------------------------------------- | -------------------------------------------------------- | -------------------------------------------------------- | -------------------------------------------------------- |
| SB-Serie                                                 | SB-Nr.                                                   | Ursprung Herkunft                                        | Erster Name Nummern                                      | Anzahl                                                   | Hersteller                                               | Achsformel                                               | Baujahre                                                 | Verbleib/Bemerkungen                                     |
| 100                                                      |                                                          | Staat                                                    | 11–14                                                    | 4                                                        | Wr. Neustadt                                             | C n2t                                                    | 1879                                                     | 1889 kkStB 97.20–23, ČSD 310.006–008, FS 822.009         |

### Lokomotiven der k.k.Staatsbahn Mürzzuschlag–Neuberg
| Lokomotiven der k.k. Staatsbahn Mürzzuschlag–Neuberg | Lokomotiven der k.k. Staatsbahn Mürzzuschlag–Neuberg | Lokomotiven der k.k. Staatsbahn Mürzzuschlag–Neuberg | Lokomotiven der k.k. Staatsbahn Mürzzuschlag–Neuberg | Lokomotiven der k.k. Staatsbahn Mürzzuschlag–Neuberg | Lokomotiven der k.k. Staatsbahn Mürzzuschlag–Neuberg | Lokomotiven der k.k. Staatsbahn Mürzzuschlag–Neuberg | Lokomotiven der k.k. Staatsbahn Mürzzuschlag–Neuberg | Lokomotiven der k.k. Staatsbahn Mürzzuschlag–Neuberg |
| ---------------------------------------------------- | ---------------------------------------------------- | ---------------------------------------------------- | ---------------------------------------------------- | ---------------------------------------------------- | ---------------------------------------------------- | ---------------------------------------------------- | ---------------------------------------------------- | ---------------------------------------------------- |
| SB-Serie                                             | SB-Nr.                                               | Ursprung Herkunft                                    | Erster Name Nummern                                  | Anzahl                                               | Hersteller                                           | Achsformel                                           | Baujahre                                             | Verbleib/Bemerkungen                                 |
| 100                                                  |                                                      | Staat                                                | 20–21                                                | 2                                                    | Wr. Neustadt                                         | C n2t                                                | 1879                                                 | 1889 kkStB 97.24–25, BBÖ 97.24, FS 822.010           |

### Lokomotiven derLokalbahn Cilli–Wöllan(Steiermärkische Landesbahnen)
| Lokomotiven der Lokalbahn Cilli–Wöllan | Lokomotiven der Lokalbahn Cilli–Wöllan | Lokomotiven der Lokalbahn Cilli–Wöllan | Lokomotiven der Lokalbahn Cilli–Wöllan | Lokomotiven der Lokalbahn Cilli–Wöllan | Lokomotiven der Lokalbahn Cilli–Wöllan | Lokomotiven der Lokalbahn Cilli–Wöllan | Lokomotiven der Lokalbahn Cilli–Wöllan | Lokomotiven der Lokalbahn Cilli–Wöllan                |
| -------------------------------------- | -------------------------------------- | -------------------------------------- | -------------------------------------- | -------------------------------------- | -------------------------------------- | -------------------------------------- | -------------------------------------- | ----------------------------------------------------- |
| SB-Serie                               | SB-Nr.                                 | Ursprung Herkunft                      | Erster Name Nummern                    | Anzahl                                 | Hersteller                             | Achsformel                             | Baujahre                               | Verbleib/Bemerkungen                                  |
| 102                                    |                                        | Land Steiermark                        | AUSTRIA StLB 1–4                       | 4                                      | Floridsdorf                            | C n2t                                  | 1891                                   | 1904 kkStB 394.44–47, FS 826.001–002, JDŽ 151-020–021 |

### Lokomotiven derKleinbahn Windisch-Feistritz S.B.–Stadt Windisch-Feistritz(Steiermärkische Landesbahnen)
| Lokomotiven der Kleinbahn Windisch-Feistritz S.B.–Stadt Windisch-Feistritz | Lokomotiven der Kleinbahn Windisch-Feistritz S.B.–Stadt Windisch-Feistritz | Lokomotiven der Kleinbahn Windisch-Feistritz S.B.–Stadt Windisch-Feistritz | Lokomotiven der Kleinbahn Windisch-Feistritz S.B.–Stadt Windisch-Feistritz | Lokomotiven der Kleinbahn Windisch-Feistritz S.B.–Stadt Windisch-Feistritz | Lokomotiven der Kleinbahn Windisch-Feistritz S.B.–Stadt Windisch-Feistritz | Lokomotiven der Kleinbahn Windisch-Feistritz S.B.–Stadt Windisch-Feistritz | Lokomotiven der Kleinbahn Windisch-Feistritz S.B.–Stadt Windisch-Feistritz | Lokomotiven der Kleinbahn Windisch-Feistritz S.B.–Stadt Windisch-Feistritz |
| -------------------------------------------------------------------------- | -------------------------------------------------------------------------- | -------------------------------------------------------------------------- | -------------------------------------------------------------------------- | -------------------------------------------------------------------------- | -------------------------------------------------------------------------- | -------------------------------------------------------------------------- | -------------------------------------------------------------------------- | -------------------------------------------------------------------------- |
| SB-Serie                                                                   | SB-Nr.                                                                     | Ursprung Herkunft                                                          | Erster Name Nummern                                                        | Anzahl                                                                     | Hersteller                                                                 | Achsformel                                                                 | Baujahre                                                                   | Verbleib/Bemerkungen                                                       |
| 103                                                                        |                                                                            | Land Steiermark                                                            | 101–102                                                                    | 2                                                                          | Krauss/Linz                                                                | B n2t                                                                      | 1909                                                                       | JDŽ ?                                                                      |

### Lokomotiven derLokalbahn Preding-Wieseldorf–Stainz(Steiermärkische Landesbahnen, Schmalspur 760 mm)
| Lokomotiven der Lokalbahn Preding-Wieseldorf–Stainz | Lokomotiven der Lokalbahn Preding-Wieseldorf–Stainz | Lokomotiven der Lokalbahn Preding-Wieseldorf–Stainz | Lokomotiven der Lokalbahn Preding-Wieseldorf–Stainz | Lokomotiven der Lokalbahn Preding-Wieseldorf–Stainz | Lokomotiven der Lokalbahn Preding-Wieseldorf–Stainz | Lokomotiven der Lokalbahn Preding-Wieseldorf–Stainz | Lokomotiven der Lokalbahn Preding-Wieseldorf–Stainz | Lokomotiven der Lokalbahn Preding-Wieseldorf–Stainz |
| --------------------------------------------------- | --------------------------------------------------- | --------------------------------------------------- | --------------------------------------------------- | --------------------------------------------------- | --------------------------------------------------- | --------------------------------------------------- | --------------------------------------------------- | --------------------------------------------------- |
| SB-Serie                                            | SB-Nr.                                              | Ursprung Herkunft                                   | Erster Name Nummern                                 | Anzahl                                              | Hersteller                                          | Achsformel                                          | Baujahre                                            | Verbleib/Bemerkungen                                |
|                                                     |                                                     | Land Steiermark                                     | MERAN 1–2                                           | 2                                                   | Krauss/Linz                                         | B n2t                                               | 1892                                                |                                                     |

### Lokomotiven derLokalbahn Pöltschach–Gonobitz(Steiermärkische Landesbahnen, Schmalspur 760 mm)
| Lokomotiven der Lokalbahn Pöltschach–Gonobitz | Lokomotiven der Lokalbahn Pöltschach–Gonobitz | Lokomotiven der Lokalbahn Pöltschach–Gonobitz | Lokomotiven der Lokalbahn Pöltschach–Gonobitz | Lokomotiven der Lokalbahn Pöltschach–Gonobitz | Lokomotiven der Lokalbahn Pöltschach–Gonobitz | Lokomotiven der Lokalbahn Pöltschach–Gonobitz | Lokomotiven der Lokalbahn Pöltschach–Gonobitz | Lokomotiven der Lokalbahn Pöltschach–Gonobitz |
| --------------------------------------------- | --------------------------------------------- | --------------------------------------------- | --------------------------------------------- | --------------------------------------------- | --------------------------------------------- | --------------------------------------------- | --------------------------------------------- | --------------------------------------------- |
| SB-Serie                                      | SB-Nr.                                        | Ursprung Herkunft                             | Erster Name Nummern                           | Anzahl                                        | Hersteller                                    | Achsformel                                    | Baujahre                                      | Verbleib/Bemerkungen                          |
|                                               |                                               | Land Steiermark                               | GONOBITZ 3–4                                  | 2                                             | Krauss/Linz                                   | B n2t                                         | 1892                                          |                                               |

### Lokomotiven derLokalbahn Kapfenberg–Au-Seewiesen(Steiermärkische Landesbahnen, Schmalspur 760 mm)
| Lokomotiven der Lokalbahn Kapfenberg–Au-Seewiesen | Lokomotiven der Lokalbahn Kapfenberg–Au-Seewiesen | Lokomotiven der Lokalbahn Kapfenberg–Au-Seewiesen | Lokomotiven der Lokalbahn Kapfenberg–Au-Seewiesen | Lokomotiven der Lokalbahn Kapfenberg–Au-Seewiesen | Lokomotiven der Lokalbahn Kapfenberg–Au-Seewiesen | Lokomotiven der Lokalbahn Kapfenberg–Au-Seewiesen | Lokomotiven der Lokalbahn Kapfenberg–Au-Seewiesen | Lokomotiven der Lokalbahn Kapfenberg–Au-Seewiesen |
| ------------------------------------------------- | ------------------------------------------------- | ------------------------------------------------- | ------------------------------------------------- | ------------------------------------------------- | ------------------------------------------------- | ------------------------------------------------- | ------------------------------------------------- | ------------------------------------------------- |
| SB-Serie                                          | SB-Nr.                                            | Ursprung Herkunft                                 | Erster Name Nummern                               | Anzahl                                            | Hersteller                                        | Achsformel                                        | Baujahre                                          | Verbleib/Bemerkungen                              |
|                                                   |                                                   | Land Steiermark                                   | AFLENZ 5–7                                        | 3                                                 | Krauss/Linz                                       | C n2t                                             | 1893                                              |                                                   |
|                                                   |                                                   | Land Steiermark                                   | GRAZ 12                                           | 1                                                 | Krauss/Linz                                       | C1 n2t                                            | 1896                                              |                                                   |

### Lokomotiven derLokalbahn Kühnsdorf–Eisenkappel(Schmalspur 760 mm)
| Lokomotiven der Lokalbahn Kühnsdorf–Eisenkappel | Lokomotiven der Lokalbahn Kühnsdorf–Eisenkappel | Lokomotiven der Lokalbahn Kühnsdorf–Eisenkappel | Lokomotiven der Lokalbahn Kühnsdorf–Eisenkappel | Lokomotiven der Lokalbahn Kühnsdorf–Eisenkappel | Lokomotiven der Lokalbahn Kühnsdorf–Eisenkappel | Lokomotiven der Lokalbahn Kühnsdorf–Eisenkappel | Lokomotiven der Lokalbahn Kühnsdorf–Eisenkappel | Lokomotiven der Lokalbahn Kühnsdorf–Eisenkappel |
| ----------------------------------------------- | ----------------------------------------------- | ----------------------------------------------- | ----------------------------------------------- | ----------------------------------------------- | ----------------------------------------------- | ----------------------------------------------- | ----------------------------------------------- | ----------------------------------------------- |
| SB-Serie                                        | SB-Nr.                                          | Ursprung Herkunft                               | Erster Name Nummern                             | Anzahl                                          | Hersteller                                      | Achsformel                                      | Baujahre                                        | Verbleib/Bemerkungen                            |
|                                                 |                                                 | Lokalbahn Kühnsdorf–Eisenkappel                 | T.4–5                                           | 2                                               | Krauss/Linz                                     | C1 n2t                                          | 1902                                            |                                                 |

### Lokomotiven derLokalbahn Mori–Arco–Riva(Schmalspur 760 mm)
| Lokomotiven der Lokalbahn Mori–Arco–Riva | Lokomotiven der Lokalbahn Mori–Arco–Riva | Lokomotiven der Lokalbahn Mori–Arco–Riva | Lokomotiven der Lokalbahn Mori–Arco–Riva | Lokomotiven der Lokalbahn Mori–Arco–Riva | Lokomotiven der Lokalbahn Mori–Arco–Riva | Lokomotiven der Lokalbahn Mori–Arco–Riva | Lokomotiven der Lokalbahn Mori–Arco–Riva | Lokomotiven der Lokalbahn Mori–Arco–Riva |
| ---------------------------------------- | ---------------------------------------- | ---------------------------------------- | ---------------------------------------- | ---------------------------------------- | ---------------------------------------- | ---------------------------------------- | ---------------------------------------- | ---------------------------------------- |
| SB-Serie                                 | SB-Nr.                                   | Ursprung Herkunft                        | Erster Name Nummern                      | Anzahl                                   | Hersteller                               | Achsformel                               | Baujahre                                 | Verbleib/Bemerkungen                     |
| 40                                       |                                          | Lokalbahn Mori–Arco–Riva                 | ARCO 1–4                                 | 4                                        | Krauss/Linz                              | C1 n2t                                   | 1890, 1892                               |                                          |